# Halasavala, Tirthahalli
Halasavala là một làng thuộc tehsil Tirthahalli, huyện Shimoga, bang Karnataka, Ấn Độ.